# Napoleon: Total War
Napoleon: Total War es un videojuego de estrategia por turnos y de táctica en tiempo real lanzado para PC, desarrollado por The Creative Assembly y publicado por Sega. El juego fue lanzado en Norteamérica el 23 de febrero de 2010, y en Europa el 26 de febrero. El juego es la sexta serie independiente en la serie Total War, y se centra en la política y las principales campañas militares a principios del siglo XIX. Los jugadores asumen el papel de Napoleón Bonaparte, o uno de sus principales rivales, en un mapa de campaña basado en turnos y participar en las batallas posteriores en tiempo real. Al igual que su predecesor, Empire: Total War, que incluía una historia especial de Estados Unidos, Napoleón cuenta con una campaña separada que sigue su carrera a principios del general. 
Napoleón Total war fue lanzado con varias ediciones: la edición estándar, una Edición Limitada, Edición Imperial, y la edición del Emperador. Todas las versiones en caja incluyen el "Elite Regimiento", una colección de cinco unidades adicionales, mientras que la limitada, la Imperial (que también incluye un póster), y las ediciones del Emperador también disponen del paquete "Héroes de las guerras napoleónicas", que consta de diez adicionales. La edición del emperador fue lanzado solo en Australia y Nueva Zelanda, y es la única variante en incluir una estatuilla de 200mm del general y su diario de campo. Los pedidos realizados a través del sistema de entrega contenido incluido otra unidad especial de vapor: el Royal Scots Greys.
El actor francés Stéphane Cornicard da voz a Napoleón Bonaparte en el original en inglés, alemán, francés y ediciones en español. Esto desmiente el hecho de que Napoleón no hablaba con acento francés. Como un corso de una familia noble italiana, Napoleón hablaba con un acento italiano pesado.

## Información general
Napoleon: Total War contiene cuatro campañas, dos de los principios que siguen la carrera militar de Napoleón. El evento es la primera carrera de la campaña italiana de 1796, mientras que el segundo es la invasión francesa de Egipto en 1798. Los dos de menor concurrencia, las misiones opcionales que contribuirán a impulsar la historia hacia adelante. La campaña francesa es importante, sin embargo, es el "El dominio de Europa", que se asemeja a los modos integral de los anteriores juegos de Total War. Por el contrario, las campañas "de la Coalición" permite a los jugadores gobernar Gran Bretaña, Rusia, Prusia o el Imperio austríaco y tratar de derrotar a la Francia napoleónica en el mismo mapa. Cada campaña requiere que los jugadores obtener un cierto número de territorios, aunque este último también exige que los franceses sean derrotados. Muchas de las principales batallas de Napoleón, como Austerlitz, Trafalgar y Waterloo  están disponibles como escenarios históricos, separada de la campaña. 
Un sistema de la nueva física ha sido implementado para las batallas en tiempo real, de modo que cuando las balas de cañón caen al suelo, por ejemplo, dejan cráteres de impacto. el humo del cañón se detiene y reduce la visibilidad en los compromisos de larga duración. Mike Simpson de The Creative Assembly ha informado de que hay una serie de factores ambientales que afectan a las tácticas de batalla: la pólvora resulta contraproducente cuando llueve, y la elevación del paisaje afecta a la gama de municiones. Los individuos dentro de una unidad ahora varían en mayor grado, y ya no son tan genérico como en los títulos anteriores de la serie. El mapa de campaña es más estrecha en foco, pero también más detalladas que en Empire: Total War. Además el sistema de juego de inteligencia artificial ha sido modificada. 
Además, Napoleón: Total War contiene varias características de varios jugadores nuevos, como un editor de uniforme en la actualidad (aún no lanzado) y una utilidad de comando de voz para hablar con otros jugadores a través de Steam. A diferencia de anteriores títulos de Total War, ahora existe la posibilidad de que una "gota-en" modo de campaña multijugador: al jugar una campaña contra el ordenador, es posible para permitir a otro usuario a entrar a través de un vestíbulo y tomar el control.

## Campañas

### Campaña de Italia

#### ComoFrancia
A principios de abril de 1796, con Napoleón Bonaparte y los ejércitos franceses asentados en Niza, deberás adentrarte en el norte de Italia para tomar la ciudad de Klagenfurt y echar así a los austriacos de Italia. Tu primer enemigo será el Reino de Piamonte-Cerdeña, aliado de Austria. Tras la conquista de su capital, Turín, el reino pasará a ser tu protectorado. Después deberás tomar las ciudades de Milán, Módena y Mantua a los austriacos. Por último, para llegar a Klagenfurt deberás atravesar los territorios de la República de Venecia. Puedes hacerlo por la guerra o por la diplomacia, pero no tienes mucho tiempo que perder, ya que la campaña acaba a finales de diciembre de 1797.

#### ComoAustria
Puedes jugar con Austria en el modo multijugador. En ese caso deberás conquistar la ciudad de Niza a los franceses mientras mantienes el control de Klagenfurt. En la campaña de Italia multijugador, Génova, Parma y Módena aparecen como naciones secundarias desde el principio.

### Campaña de Egipto

#### ComoFrancia
A principios de julio de 1798, las tropas francesas de Napoleón Bonaparte tienen que invadir Egipto. Con Alejandría como único asentamiento en el territorio, debes abrirte camino hasta El Cairo luchando contra los Mamelucos. Tras la conquista deberás cruzar el desierto para llegar a Awlad Ali, donde lucharás contra los Beduinos. También tendrás que apoderarte de la ciudad de Suez y de Nicosia (Chipre) para echar a los británicos y a la armada de Horacio Nelson del mar Mediterráneo. Luego deberás abrirte paso por los territorios del Imperio Otomano y conquistar las ciudades de Gaza, Acre y Damasco antes de diciembre de 1800.

#### ComoImperio otomano
Con el Imperio otomano solo puedes jugar en modo multijugador. Con los mamelucos como protectorado, deberás conquistar la ciudad de Alejandría a los franceses mientras mantienes el control de Damasco. En la campaña de Egipto multijugador, la diplomacia está activada, mientras que en el modo de un solo jugador todos son enemigos.

### Campaña de Europa

#### ComoFrancia
A principios de enero de 1805 Napoleón Bonaparte y los ejércitos franceses deben adentrarse en Europa para luchar contra la Coalición formada por Gran Bretaña, Austria y Rusia. Tu primer objetivo es tomar la ciudad de Viena para obligar al Imperio austríaco a capitular. Después, tan pronto como Prusia te declare la guerra deberás tomar Berlín. Como último objetivo deberás adentrarte en los fríos territorios de Rusia para llegar hasta Moscú antes de finales de diciembre de 1812. Como objetivo secundario tienes que construir el Arco de Triunfo en París, lo que te dará dinero y experiencia para tus tropas.

#### Como laCoalición
Si eliges a una de las fracciones de la Coalición (Gran Bretaña, Austria, Prusia o Rusia) deberás enfrentarte a los ejércitos franceses para detener su avance en Europa.
- Con Gran Bretaña deberás impedir que Francia se haga a la mar con la armada de Horacio Nelson. Además, deberás conquistar o liberar los territorios de Bretaña, España, Islas Baleares, Provenza, Hannover y Dinamarca.

- Con Austria deberás luchar de frente contra los franceses en el norte de Italia y en los territorios alemanes de Baviera y Wurtemberg. Además, deberás conquistar los Balcanes al Imperio Otomano, conquistar o liberar el Reino de Italia, Flandes y las regiones alemanas de Sajonia y Silesia.

- Con Prusia empezarás siendo neutral en esta guerra, aunque llegará el momento en que tendrás que decidir si apoyar a Francia o a la Coalición. Como objetivo principal tendrás que unificar toda Alemania, por lo que te tendrás que enfrentar a los reinos alemanes menores y a los franceses o austriacos que hayan conquistado dichas regiones.

- Con Rusia deberás adentrar a tus ejércitos en Europa para apoyar a los austriacos en el frente de la batalla, ya que el territorio ruso está lejos de la guerra. Además, deberás conquistar los territorios de Finlandia a los suecos, un antiguo aliado, Moldavia a los otomanos, un antiguo enemigo, y conquistar o liberar Polonia a los prusianos.

### Campaña de España

#### ComoEspaña
A finales de marzo de 1811 empieza esta campaña, en la que deberás reconquistar toda la península ibérica a los franceses. Con Sevilla, Valencia y dos partidas de guerrilleros en los Pirineos y Vascongadas, y la ayuda de Gran Bretaña y Portugal, deberás asegurarte de que Francia no posea más de cinco territorios al final del año 1815. Los territorios en manos francesas están mal defendidos y hay un malestar en el orden público, lo que puede ser ventajoso ya que las ciudades que conquisten los rebeldes serán tuyas. Pero vigila a tu aliado Gran Bretaña, ya que si tiene la oportunidad en lugar de ayudarte a liberar los territorios los conquistará y se los quedará para su imperio. Si eso ocurre deberás declararle la guerra o usar la diplomacia para que te devuelva tu ciudad.

#### ComoGran Bretaña
Con la posesión de Gibraltar y de los ejércitos del general Arthur Wellesley, Duque de Wellington, en el norte de Portugal, deberás ayudar a los españoles a reconquistar su territorio. Cuando conquistas una ciudad española tienes la opción de apoderarte de ella, hecho que provocará malas relaciones con España, o liberarla y dársela a los españoles, hecho que será recompensado con una partida de guerrilleros bajo tu mando. Al igual que con España, deberás asegurarte de que los franceses no posean más de cinco territorios al final del año 1815.

#### ComoFrancia
Tras la conquista de la península ibérica por parte de los ejércitos franceses, Napoleón Bonaparte dio el gobierno de España a su hermano José Bonaparte. Pero la revuelta de los españoles fue inevitable. Deberás enfrentarte a los guerrilleros españoles que tenderán emboscadas a tus ejércitos. Además, deberás enfrentarte también a los ejércitos de Gran Bretaña, poderoso aliado de España. Tus territorios están mal defendidos y el orden público ocasionará numerosas rebeliones. Tendrás que ir con cuidado, porque si una rebelión triunfa, la ciudad rebelde pasará a formar parte de los españoles, y así puedes llegar a perder muchos territorios. Para triunfar en la campaña, deberás mantener el control de 30 regiones a finales del año 1815, incluyendo Sevilla, Gibraltar y Lisboa.

#### ComoPortugal
Como Portugal solo puedes jugar en modo multijugador. Sus objetivos son los mismos que con Gran Bretaña. Es la única campaña en la que el jugador puede jugar con una facción secundaria.

## Unidades

### Unidades militares
Las unidades militares se crean en las ciudades (a excepción de los generales). El tipo de unidades varía según la facción. El coste de dichas unidades también varía según el tipo de unidad, el edificio construido y las tecnologías investigadas. Las unidades pueden atacar otros ejércitos, asediar o conquistar ciudades o atacar edificios de las ciudades menores de los territorios.
Las unidades perdidas se recuperan con el paso de los turnos. Los generales y los puestos de suministros aumentan el número de unidades que se reabastecen cada turno. Hay que tener en cuenta que las unidades no se reabastecerán si se encuentran en territorio enemigo. Además, si se encuentran en una zona de desgaste (desierto o invierno), no sólo no se reabastecerán, sino que perderán unidades con el paso de los turnos. Los rusos son inmunes al desgaste de invierno y todos los otomanos, mamelucos o beduinos, junto con la caballería a camello francesa, son inmunes al desgaste del desierto.

#### Generales
Los generales son las unidades que dirigen los ejércitos. Van acompañados de varios escoltas a caballo. En Napoleon: Total War hay una infinidad de generales, que pueden ser reclutados en cualquier región, a un módico precio. Ese precio aumenta según la distancia del ejército respecto a la capital. Un ejército puede funcionar sin un general, pero en los grandes ejércitos es recomendable que haya un general dirigiendo las tropas. Los generales proporcionan a los ejércitos una bonificación en moral, movimiento, reabastecimiento y cualquier otra característica, según la habilidad y la experiencia del general. Hay generales, como Napoleón Bonaparte o Arthur Wellesley, que no pueden morir, sino que cuando caen, reaparecen a los pocos turnos en la capital, sin coste alguno.

#### Milicia
La milicia es la unidad más barata y más básica de cualquier facción. Se pueden reclutar en cualquier ciudad que disponga al menos de un edificio de cualquier tipo. Pueden ser útiles para defender ciudades o mantener el orden público, pero debido a su baja moral y mal adiestramiento no son efectivos en los ejércitos atacantes.

#### Ciudadanos
Los ciudadanos armados son unidades que se crean automáticamente en las ciudades asediadas. No se pueden reclutar y no pueden abandonar las ciudades. Son unidades armadas con fusiles sin bayoneta, con una moral muy baja, poca munición y una precisión pésima.

#### Infantería de línea
La infantería de línea es la pieza clave de todos los ejércitos. Son unidades armadas con fusiles con bayonetas, bien adiestradas y con una buena moral. Hay muchos tipos de unidades de infantería, que varían según la facción. La precisión depende del tipo de unidad y de la experiencia que posea. Por defecto forman en línea, pero pueden formar en cuadro o en la formación de disparar y avanzar, previa investigación de la tecnología necesaria.

#### Infantería ligera
La infantería ligera son unidades de infantería que no forman en línea, sino que disparan a discreción cuando tienen el fusil cargado. Son más rápidos que la infantería y sus armas tienen un mayor alcance. Pueden ocultarse más fácilmente y retroceder rápidamente cuando el enemigo está cerca. Los guerrilleros pertenecen a esta categoría.

#### Artillería
La artillería puede ser decisiva en el transcurso de la batalla. Hay tres tipos: artillería fija, artillería a pie y artillería montada. Los cañones disparan a cualquier posición que el jugador le indique, haya o no una unidad, edificio o muro. Pueden cargar con metralla, lo que les permite causar mayores bajas a la infantería, a costa de reducir bastante el alcance de los proyectiles. La munición de los cañones es ilimitada.

#### Caballería
La caballería son las unidades montadas de los ejércitos. Suelen colocarse en los flancos de las líneas para defenderlas. Se mueven a gran velocidad en el campo de batalla, y pueden cargar contra las unidades a pie. Son capaces de destrozar física y moralmente una unidad con una carga de caballería por la retaguardia. Pueden formar en cuña o en diamante, previa investigación de la tecnología.

#### Caballería ligera
La caballería ligera son caballeros armados con fusiles. La caballería con proyectiles es capaz de disparar y de recargar en movimiento. Son, en general, más rápidos que la caballería normal, y pueden luchar cuerpo a cuerpo igualmente. Tienen poca munición.

### Unidades navales
Los ejércitos solo pueden moverse por tierra. Para trasladarse por el mar, necesitan embarcar en un barco. Las unidades navales varían según la facción, pero son más comunes que las unidades militares. Se reclutan en los puertos. Si un barco o una armada es hundida mientras transporta a un ejército, este también será destruido. Las unidades navales pueden, además de transportar tropas, atacar puertos, asaltar rutas comerciales enemigas o crear rutas comerciales. En batalla, los barcos pueden atacar a los enemigos con tres tipos de municiones: la bala rasa (para causar daños en el casco del barco), las palanquetas (para dañar las velas y los mástiles) y la metralla (para eliminar a los hombres apostados en la cubierta del barco), o bien pueden abordar los barcos enemigos usando los marineros.

#### Almirantes
Los almirantes hacen la misma función que los generales, pero en una armada. La diferencia es que en un ejército, al reclutar un general, éste aparece como una nueva unidad, con un séquito de escoltas. En cambio, el almirante no aparece como una nueva unidad, sino que se coloca en uno de los barcos.

#### Barcos mercantes
Estos barcos sirven para crear rutas comerciales al acceder a los puntos de comercio que hay en el Océano Atlántico, el mar Mediterráneo o el Mar Negro. Cuantos más barcos mercantes se envíen a esos puntos, más beneficios obtendrá el jugador. Estos barcos tienen pocos cañones y pocos marineros, por lo que son débiles en combate.

#### Barcos ligeros
Estos barcos, como el bergantín o el balandro, son barcos pequeños con un bajo número de cañones y de marineros, pero son rápidos y baratos.

#### Navíos de línea
Estos pesados barcos van armados con un gran número de cañones, y disponen de muchos marineros armados con espadas o mosquetes. Son, sin embargo, más caros y menos maniobrables, y el tiempo de construcción es también mayor.

#### Acorazados
Estos barcos disponen de una máquina de vapor que les permite moverse independientemente del viento. Presentan, por tanto, una ventaja en movimiento y maniobrabilidad. Su número de cañones y de hombres es similar a los navíos de línea.

#### Barcos coheteros
Estos barcos van armados con cañones de larga distancia, que pueden causar grandes daños a los barcos enemigos. Su número de cañones y de hombres es reducido.

### Agentes
Los agentes son unidades no militares que no se pueden reclutar, sino que se generan automáticamente en los edificios correspondientes.

#### Espías
Los espías son agentes encargados de las misiones de espionaje, asesinato, sabotaje o hostigamiento de ejércitos. Cuando un espía es enviado a una misión, su posibilidad de éxito aparecerá en forma de porcentaje. Si no cumple la misión, puede huir o ser atrapado y ejecutado. Los espías se generan automáticamente en ciudades y en sociedades secretas.

#### Gentilhombres
Los gentilhombres son agentes encargados de mejorar la investigación de las tecnologías, de robar tecnologías enemigas o de batirse en duelo con otros gentilhombres. Cuando es enviado a una universidad, disminuye los turnos en investigar una tecnología. Si se le envía a robar una tecnología, su posibilidad de éxito aparecerá en forma de porcentaje. Cuanto más avanzada sea una tecnología, menos probabilidades tendrá de robarla. Con los duelos, un gentilhombre puede eliminar a los gentilhombres enemigos y así frenar su avance tecnológico. El perdedor de un duelo puede huir o morir.

#### Sacerdotes
Los sacerdotes solo aparecen en la campaña de España. Se generan en las iglesias y convierten a la población a la ideología antifrancesa.

#### Agitadores
Los agitadores, al igual que los sacerdotes, solo están disponibles en la campaña de España. Su función es la misma que los sacerdotes, pero son capaces de provocar rebeliones en las ciudades enemigas.

## Religión
A diferencia de otras entregas de la saga Total War, en Napoleon: Total War la religión no tiene ningún papel importante. No se puede convertir a la población a la religión del jugador debido a que no existen los sacerdotes ni las iglesias (a excepción de la campaña de España). Las religiones del juego son la católica (todas las naciones del sur de Europa, además de Irlanda), la protestante (las naciones del norte), la ortodoxa (Rusia, Rumanía y Grecia) y la islámica (Imperio otomano, el Kanato de Crimea, los mamelucos y los beduinos).
La función de la religión en Napoleon: Total War es mínima. Por una parte, mejora las relaciones diplomáticas con naciones de la misma religión y la empeora con las de distinta. Por otra parte, provoca malestar en las ciudades que han sido conquistadas por una nación de una religión diferente, con lo cual tarda más a estabilizarse el orden público que en una ciudad de la religión de la facción.

## Batallas Históricas

Mapa de la Batalla de Waterloo.

Mapa de la Batalla de Trafalgar.

Napoleón: Total War ofrece la posibilidad de jugar diez batallas históricas en el marco de las Guerras Napoleónicas, en las cuales el jugador lidera la Grande Armée o la Armada Francesa. Las batallas se van desbloqueando en orden cronológico a medida que el jugador las va superando. Dichas batallas son:
| Batalla de Lodi          | 1796 | Francia Vs. Austria                     | Batalla terrestre |
| Batalla de Arcole        | 1796 | Francia Vs. Austria                     | Batalla terrestre |
| Batalla de las Pirámides | 1798 | Francia Vs. Imperio otomano & Mamelucos | Batalla terrestre |
| Batalla del Nilo         | 1798 | Francia Vs. Gran Bretaña                | Batalla naval     |
| Batalla de Trafalgar     | 1805 | Francia & España Vs. Gran Bretaña       | Batalla naval     |
| Batalla de Austerlitz    | 1805 | Francia Vs. Austria & Rusia             | Batalla terrestre |
| Batalla de Friedland     | 1807 | Francia Vs. Rusia                       | Batalla terrestre |
| Batalla de Borodinó      | 1812 | Francia Vs. Rusia                       | Batalla terrestre |
| Batalla de Dresde        | 1813 | Francia Vs. Austria & Rusia & Prusia    | Batalla terrestre |
| Batalla de Ligny         | 1815 | Francia Vs. Prusia                      | Batalla terrestre |
| Batalla de Waterloo      | 1815 | Francia Vs. Gran Bretaña & Prusia       | Batalla terrestre |

## Napoleon Total Factions
Napoleon Total Factions es un mod que permite jugar con todas las facciones existentes en el juego, incluidas emergentes, de cualquier campaña. Este mod, al igual que todos, no fue creado por los diseñadores del juego, sino por sus usuarios, debido a la alta demanda de los jugadores de Napoleon: Total War de poder jugar con cualquier facción.

## Facciones

Primer Imperio francés en el año 1812. En azul oscuro, las posesiones directas del imperio, en azul claro los estados satélites del imperio, y en gris los estados independientes.

Napoleon: Total War incluye un total de cincuenta facciones en el juego, que se dividen en tres grupos:

### Naciones importantes
Estas son las facciones con las que puedes jugar en las campañas (modo individual o multijugador):
- Francia (Campañas de Italia, Egipto, Europa y España)
- Austria (Campañas de Italia y Europa)
- Gran Bretaña (Campañas de Egipto, Europa y España)
- Prusia (Campaña de Europa)
- Rusia (Campaña de Europa)
- Imperio Otomano (Campañas de Egipto y Europa)
- España (Campañas de Europa y España)

### Naciones secundarias
Estas facciones no son jugables. Puedes aliarte con ellas, comerciar, conquistarlas o liberarlas, pero no suelen expandirse por sí solas.
Campaña de Europa:
- Dinamarca
- Suecia
- República de Batavia
- Portugal
- Confederación Suiza
- Baviera
- Baden-Wurtemberg
- Hesse
- Oldemburgo
- Mecklemburgo
- Sajonia
- Reino de Italia
- Reino de Nápoles
- Reino de Sicilia
- Reino de Cerdeña
- Estados Pontificios

Campaña de Italia:
- Estados Pontificios
- Piamonte-Cerdeña
- Toscana
- Lucca
- Venecia

Campaña de Egipto:
- Mamelucos
- Beduinos

Campaña de España:
- Portugal (Jugable en modo multijugador)

### Naciones emergentes
Estas facciones solo surgen tras una rebelión con éxito o tras liberar una región. Hay que tener en cuenta que, con las rebeliones, también pueden resurgir facciones destruidas, incluidas las importantes. Además, en la campaña de Europa es posible liberar una nación importante o secundaria si se conquista su capital y no le quedan más territorios.
Campaña de Europa:
- Italia (Sustituye al Reino de Italia, al Reino de Nápoles, al Reino de Sicilia o a los Estados Pontificios)
- Países Bajos (Sustituye a la República de Batavia)
- Hannover
- Westfalia
- Hungría
- Rumanía
- Grecia
- Kanato de Crimea
- Curlandia
- Polonia
- Noruega
- Bélgica
- Escocia
- Irlanda
- Bretaña
- Cataluña

Campaña de Italia (Solo por rebeliones):
- Parma
- Génova
- Milán
- Módena
- Trento

### Añadidas pormods
Estos mods, que no fueron creados por los diseñadores del juego, sino por sus usuarios, añaden nuevas facciones a la Campaña de Europa y también nuevas unidades a las facciones ya existentes.
Napoleon Total Faction o Darth Mod:
- Saboya
- Venecia

Balkans Mod:
- Hungría
- Moldavia
- Croacia
- Serbia
- Rumanía
- Grecia
- Imperio Otomano

Iberia Mod:
- España
- País Vasco
- Cataluña
- Portugal

Scandinavia Mod:
- Finlandia
- Noruega
- Suecia
- Dinamarca

The Great War Mod:
- Austria-Hungría
- Gran Bretaña
- Alemania
- Rusia
- Francia
- Imperio otomano
- Italia
- España
- Bulgaria
- Bélgica
- Portugal
- Grecia
- Serbia

### Rebeldes
Los rebeldes no son una facción concreta. Surgen en las rebeliones en aquellos territorios donde no hay ninguna nación principal, secundaria o emergente. Siempre están en guerra con todos los países, y no puedes negociar con ellos. Sus unidades varían según la región rebelada. Nunca se expandirán, sino que sólo defenderán la ciudad rebelada.